# Alice Ehlers
Alice Ehlers (mit Geburtsnamen Alice Pulay, * 16. April 1887 in Wien, Österreich-Ungarn; † 1. März 1981 in Redondo Beach) war eine austroamerikanische Cembalistin und Musikpädagogin.

## Leben und Werk
Alice Pulay begann als Kind ihre musikalische Ausbildung, die sie bei Theodor Leschetizky abschloss. Musiktheorie lernte sie bei Arnold Schönberg. 1909 wechselte sie an die Hochschule für Musik Berlin und war dort von 1913 bis 1918 Cembaloschülerin von Wanda Landowska. 1910 heiratete sie in Berlin den Bildhauer Alfred Ehlers.
Ab 1918 startete sie eine erfolgreiche Konzerttätigkeit in Europa. Gleichzeitig lehrte sie an der Musikhochschule Berlin. 1933 ließ sie sich zunächst in Österreich nieder, lebte dann bis 1938, abgesehen von ihren weltweiten Konzertreisen, aber vorwiegend in England. Auch der befreundete Albert Schweitzer gewährte ihr einige Male zwischen ihren Konzerttourneen Gastaufenthalt in seinem Haus in Günsbach im Elsass. 1936 unternahm Alice Ehlers ihre erste Tournee durch die Vereinigten Staaten.
1938 nach einem Sommerkurs, den sie an der Juilliard School of Music in New York gab, kehrte Alice Ehlers auf Anraten von Freunden nicht mehr nach Europa zurück. Sie ließ sich in Kalifornien nieder, wo bereits ihre Tochter Christl residierte. Die Ehe mit Alfred Ehlers war schon zuvor zerbrochen. Das Lexikon verfolgter Musiker und Musikerinnen der NS-Zeit qualifizierte Alice Ehlers Entscheidung folgendermaßen: „Zur Auswanderung kam es weder plötzlich noch aufgrund von direkter persönlicher Bedrohung. Eigenen Aussagen zufolge war ihr die Gefahr, in der sie sich als Jüdin befand, nicht bewusst, da sie die politischen Ereignisse und dramatischen Veränderungen nur am Rande verfolgte.“ Alice Ehlers erhielt 1943 die amerikanische Staatsbürgerschaft. Von 1942 bis 1962 wirkte Alice Ehlers neben ihrer Konzerttätigkeit auch als Musikprofessorin für Cembalo an der University of Southern California in Los Angeles.
Unter ihren Schülern in Kalifornien befand sich unter anderen der kanadisch-amerikanische Cembalist Malcolm Hamilton (1932–2003).